# Inés Mónica Weinberg de Roca
Inés Mónica Weinberg de Roca (Buenos Aires, 16 de desembre de 1948) és una jurista argentina especialista en dret internacional i drets humans que ha exercit càrrecs judicials al seu país i en tribunals internacionals. Des de juny de 2013 és jutge del Tribunal Superior de Justícia de la Ciutat de Buenos Aires.

## Carrera
El 1971 Weinberg es va graduar com a advocada en la Facultat de Dret de la Universitat de Buenos Aires, a l'any següent va obtenir el seu doctorat en Ciències Jurídiques i Socials en la Universitat Nacional de la Plata i la seva tesi va ser qualificada d'excel·lent.
És professora titular de Dret Internacional Privat de la Facultat de Dret de la Universitat de Buenos Aires des de 2001; professora titular de Dret Internacional Públic i de les Integracions Regionals, de Dret Internacional Privat i de Dret Econòmic en la Universitat Argentina de l'Empresa.
Entre 2003 i 2008 va ser jutge del Tribunal Penal Internacional per a Rwanda i va integrar la Sala d'Apel·lació del Tribunal Penal Internacional per a l'antiga Iugoslàvia i del Tribunal Penal Internacional per a Ruanda entre 2003 i 2005. Entre juliol de 2009 i juny de 2016, l'Assemblea General de les Nacions Unides la va nomenar jutge del Tribunal d'Apel·lacions de les Nacions Unides, del qual en va ser el seu primera president fins al 30 de juny de 2010.
Va ser jutge de la Cambra d'Apel·lacions en el Contenciós, Administratiu i Tributari entre 2000-2003 i 2009-2013; i jutge Nacional de Primera Instància en el Civil entre 1993 i 2000.
Actualment integra el Consell Assessor del Centre de Desenvolupament Econòmic de la Dona, del Ministeri de Producció de la Nació i l'ONG internacional Million Peace Women.
Al novembre de 2017 va participar de la primera Cimera de Jutgesses i Fiscales sobre la Tracta de Persones i el Crim Organitzat, convocat pel Vaticà i Sa Santedat, el Papa Francesc.
El 21 de març de 2018, el president Mauricio Macri la va presentar com a candidata a substituir Alejandra Gils Carbó com a Procuradora General de la Nació Argentina.

## Obres
- Derecho Internacional Privado: De Palma 1997; segunda edición revisada: Lexis Nexis 2002; tercera edición revisada: Lexis Nexis 2004, cuarta edición revisada Abeledo- Perrot 2011.
- Competencia internacional y ejecución de sentencias extranjeras, Astrea 1994.
- Sentencing and Incarceration in the Ad Hoc Tribunals, (en colaboración con Christopher M. Rassi), Stanford Journal of International Law 2009, vol. 44.
- The influence of national proceedings against War Criminals after World War II on the jurisprudence of the ICTY and Vice Versa, Historische Dimensionen von Kriegsverbrecherprozessen nach dem Zweiten Weltkrieg, Hsg. Radtke, Rössner, Schiller und Form, Nomos/Dike 2007, p. 61.
- Ten Years and Counting: The Development of International Law at the ICTR, New England Journal of International and Comparative Law, volume 12, 2005, number 1, p. 69.
- Conflict of Jurisdictions vs. Conflict of Laws, International Cooperation Through Private International Law, Essays in Memory of Peter E. Nygh, T.M.C. Asser Press, 2004, p. 489.
- Private International Law in a Global World, Festschrift für Erik Jayme, Sellier 2004.